# Parigi-Roubaix 1936
La Parigi-Roubaix 1936, trentasettesima edizione della corsa, si svolse il 12 aprile 1936 su un percorso di 255 km con partenza ad Argenteuil e arrivo all'Hippodrome des Flandres a Marcq-en-Barœul. Fu vinta dal francese Georges Speicher, giunto al traguardo con il tempo di 7h15'01" alla media di 36,137 km/h davanti ai belgi Romain Maes e Gaston Rebry. Conclusero la prova 40 dei 155 ciclisti al via.

## Squadre e corridori partecipanti
Si iscrissero alla prova 175 ciclisti, in rappresentanza di 18 squadre di marca o come ciclisti iscritti a titolo individuale. Di questi, presero il via in 155, mentre 20 non punzonarono. Come principali favoriti per la vittoria venivano indicati René Le Grevès, Gaston Rebry e Maurice Archambaud.
| N.    | Cod. | Squadra                     |
| ----- | ---- | --------------------------- |
| 1-10  | -    | A. Leducq-Hutchinson        |
| 11-19 | -    | F. Pélissier-Hutchinson     |
| 20    | -    | C. Pélissier-Hutchinson     |
| 21-28 | -    | Alcyon-Dunlop               |
| 30-36 | -    | La Française-Diamant-Dunlop |
| 37-38 | -    | Armor-Dunlop                |
| 39-42 | -    | Labor-Dunlop                |
| 43-45 | -    | Thomann-Dunlop              |
| 46-61 | -    | Dilecta-Wolber              |
| 62-66 | -    | De Dion-Bouton-Wolber       |

| N.      | Cod. | Squadra                   |
| ------- | ---- | ------------------------- |
| 67-86   | -    | Helyett-Hutchinson        |
| 87-99   | -    | France Sport-Wolber       |
| 100-116 | -    | Génial Lucifer-Hutchinson |
| 117-132 | -    | Colin-Wolber              |
| 133-139 | -    | Delangle-Wolber           |
| 140-147 | -    | Birma-Hutchinson          |
| 149-153 | -    | La Perle-Hutchinson       |
| 156-161 | -    | Oscar Egg-Hutchinson      |
| 163-174 | -    | Individuali               |

## Ordine d'arrivo (Top 10)
| Pos. | Corridore        | Squadra       | Tempo    |
| ---- | ---------------- | ------------- | -------- |
| 1    | Georges Speicher | Alcyon        | 7h15'01" |
| 2    | Romain Maes      | Labor         | s.t.     |
| 3    | Gaston Rebry     | Alcyon        | s.t.     |
| 4    | Romain Gijssels  | Dilecta       | a 1'30"  |
| 5    | Jules Rossi      | Thomann       | s.t.     |
| 6    | Jean Wauters     | Helyett       | s.t.     |
| 7    | Frans Bonduel    | Dilecta       | a 3'01"  |
| 8    | Emiel Vandepitte | De Dion-Bout. | s.t.     |
| 9    | Sylvain Grysolle | Dilecta       | a 6'34"  |
| 10   | Léon Level       | Helyett       | s.t.     |